# Petr Rada
Petr Rada, né le 21 août 1958 à Prague, est un footballeur tchèque, qui évoluait au poste de milieu de terrain et en équipe de Tchécoslovaquie.
Rada a marqué deux buts lors de ses onze sélections avec l'équipe de Tchécoslovaquie entre 1982 et 1986.

## Carrière de joueur
- 1979-1988 : Dukla Prague
- 1988-1990 : Fortuna Düsseldorf
- 1990-1991 :  Rot-Weiss Essen
- 1991 : Dukla Prague
- 1991-1992 : Toronto Blizzard
- 1992 : Jahn Regensburg
- 1992-1993 : Chmel Blšany
- 1993-1995 : Fortuna Düsseldorf
- 1995-1996 : Bohemians Prague

## Carrière d'entraineur
- 2000-2001 :  FK Teplice
- 2001-2002 :  FC Viktoria Plzeň
- oct. 2003-2007 :  FK Jablonec 97
- 2007-2008 :  FK Teplice
- juil. 2008-avr. 2009 :  Tchéquie
- nov. 2010-2011 :  Slovan Liberec
- 2011-2012 :  FK Teplice
- 2012-avr. 2013 :  Slavia Prague
- nov. 2013-2014 :  Vysocina Jihlava
- fév. 2015-2015 :  FK Teplice
- 2016-déc. 2016 :  1.FK Příbram
- mars 2017-2017 :  AC Sparta Prague

## Palmarès

### En équipe nationale
- 11 sélections et 2 buts avec l'équipe de Tchécoslovaquie entre 1982 et 1986.

### Avec le Dukla Prague
- Vainqueur du Championnat de Tchécoslovaquie de football en 1982.
- Vainqueur de la Coupe de Tchécoslovaquie de football 1981, 1983 et 1985.